# Campionat d'Espanya de motocròs 1962
La temporada de 1962 del Campionat d'Espanya de motocròs fou la 4a edició d'aquest campionat, organitzat per la Reial Federació Motociclista Espanyola.

## Classificació final

### 125cc
| Posició | Pilot                  | Motocicleta | Punts |
| ------- | ---------------------- | ----------- | ----- |
| 1       | José Sánchez           | Bultaco     | ?     |
| 2       | Oriol Puig Bultó       | Bultaco     | ?     |
| 3       | Juan R. L. De la Torre | ?           | ?     |
| 4       | ?                      | ?           | ?     |
| 5       | ?                      | ?           | ?     |
| 6       | ?                      | ?           | ?     |
| 7       | ?                      | ?           | ?     |
| 8       | ?                      | ?           | ?     |
| 9       | ?                      | ?           | ?     |
| 10      | ?                      | ?           | ?     |

### 250cc
Els anys 1961 i 1962, el campionat de 250cc es reservà a motocicletes amb cilindrada superior als 125 cc, sense límit.
| Posició | Pilot                  | Motocicleta | Punts |
| ------- | ---------------------- | ----------- | ----- |
| 1       | Pere Pi                | Montesa     | ?     |
| 2       | Juan R. L. De la Torre | ?           | ?     |
| 3       | ?                      | ?           | ?     |
| 4       | ?                      | ?           | ?     |
| 5       | ?                      | ?           | ?     |
| 6       | ?                      | ?           | ?     |
| 7       | ?                      | ?           | ?     |
| 8       | ?                      | ?           | ?     |
| 9       | ?                      | ?           | ?     |
| 10      | ?                      | ?           | ?     |